# Rob Schoofs
Rob Schoofs (Herk-de-Stad, 23 marzo 1994) è un calciatore belga, centrocampista del Malines.

## Carriera

### Club
Ha giocato nella prima divisione belga.

### Nazionale
Ha giocato nelle nazionali giovanili belghe Under-16, Under-17 ed Under-19.

## Palmarès

### Club

#### Competizioni nazionali
- Coppa del Belgio: 1

Malines: 2018-2019
- Tweede klasse: 2

Sint-Truiden: 2014-2015
Malines: 2018-2019